# John Cooper (atleta)
John Hugh Cooper (Bromyard, 18 dicembre 1940 – Ermenonville, 3 marzo 1974) è stato un ostacolista e velocista britannico.
Morì a 33 anni nell'incidente del Volo Turkish Airlines 981.

## Palmarès
- Giochi olimpici

Tokyo 1964: argento nei 400 metri ostacoli, argento nella staffetta 4x400 metri.